# Juin 1787

## Événements

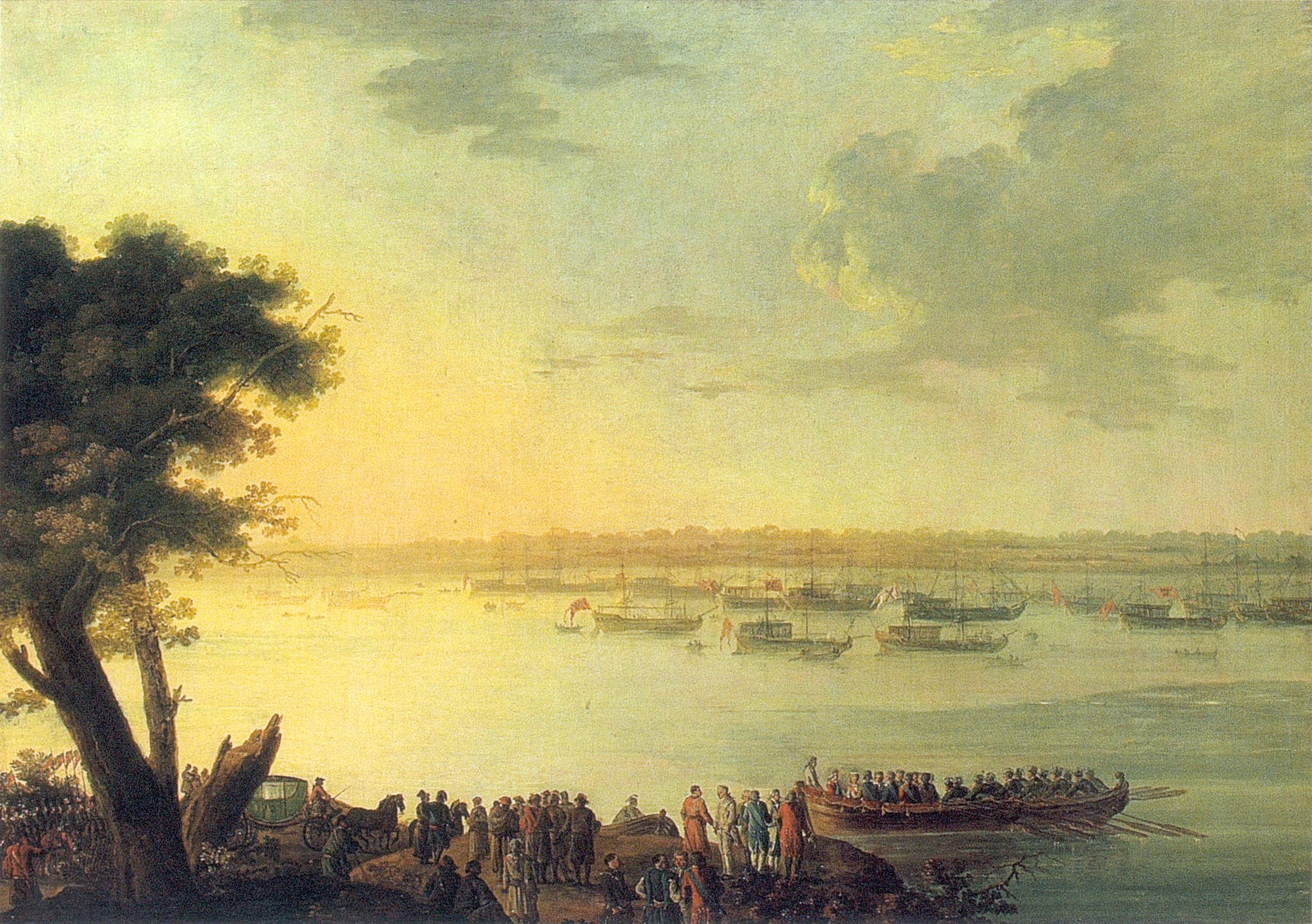
Juin : Catherine II de Russie quitte Kaniev

- 6 juin : fondation du Franklin & Marshall College à Lancaster (Pennsylvanie).

- 15 juin : Le 15 juin 1787[1], William Paterson, délégué pour le New Jersey, propose le Plan du New Jersey en réponse au Plan de Virginie une structure prenant en compte les inquiétudes des « petits » États.

- 19 juin : Marie-Sophie-Béatrice de France, dite « Madame Sophie », fille de la reine Marie-Antoinette d'Autriche et du roi Louis XVI mourut de la tuberculose ou d'une autre infection à l'âge de 11 mois

- 20 juin : Oliver Ellsworth propose la dénomination United States (États-Unis) pour désigner le gouvernement. Depuis ce-jour, cela devient le titre officiel. The United States of America (États-Unis d'Amérique) fut inclus dans la rédaction finale de la Constitution des États-Unis d'Amérique par le Gouverneur Morris.

- 28 juin : la révolution des « Patriotes » tourne à la guerre civile durant l’été. La princesse Wilhelmina, femme de Guillaume V d'Orange-Nassau, qui tentait de se rendre à La Haye pour rallier les orangistes, est arrêtée près de Gouda par les patriotes, ce qui provoque l’indignation de son frère Frédéric-Guillaume II de Prusse[2].

## Naissances
- 2 juin : Nils Gabriel Sefström (mort en 1845), chimiste et minéralogiste suédois.
- 3 juin : Auguste Le Prévost (mort en 1859), géologue, philologue, archéologue et historien français.
- 4 juin : Constant Prévost (mort en 1856), géologue français.
- 7 juin : William Conybeare géologue et paléontologue britannique († 12 août 1857).
- 10 juin : George Henry Harlow, peintre britannique († 4 février 1819).
- 27 juin : Thomas Say (mort en 1834), naturaliste et zoologiste américain.

## Décès
- 18 juin : Géraud Valet de Réganhac, juriste et poète français (° 5 juin 1719).